# Meihuazhuang
Meihuazhuang (pinyin), 梅花桩, Mei hua chuang (Wade-Giles), tradotto in italiano "Pali del fiore di prugno", è un termine che sta ad indicare un esercizio di arti marziali cinesi che viene eseguito sui pali. Il nome è dovuto al fatto che il modello più comune di disposizione dei pali nel terreno è detto proprio Meihua perché si compone di 5 pali, 4 agli angoli di un quadrato ed il quinto al centro.
Tale parola sta anche ad indicare un ramo di Meihuaquan il cui nome più completo è Ganzhi Wushi Meihuazhuang

## Meihuazhuang nel Cinema
- Nel 1977 è stato prodotto a Taiwan il film Fang Shiyu Da Po Meihuazhuang (方世玉大破梅花樁, Fang Shiyu infligge una grande sconfitta sui Pali del Fiore di prugno), più conosciuto in occidente con il titolo Secret of the shaolin poles e considerato un classico del genere Kungfu.